# Plasmodium acuminatum
Plasmodium acuminatum är en plasmodiumparasit som infekterar reptiler. Parasiten beskrevs ursprungligen 1960, då den infekterade ödlor av arten Bradypodion excubitor i Tanzania, men har inte observerats sedan dess. Lite är känt om parasitens livscykel och vilken insekt som är värddjur har inte identifierats.